# Perséfone (Matrix)
Persephone es un personaje ficticio de la franquicia Matrix. Es interpretada por Monica Bellucci. En las películas The Matrix Reloaded y The Matrix Revolutions, Perséfone es la esposa del Merovingio. Ella se encuentra aburrida de su existencia en la Matrix y se ve visiblemente afectada por las infidelidades de su esposo.

## Películas
En The Matrix Reloaded, Perséfone se encuentra sexualmente atraída hacia Neo y ofrece ayudarle si él la besa con la misma pasión con la que él besa a Trinity. Neo acepta, y ella les ayuda a liberar al Cerrajero. Más adelante, asesina a uno de los empleados de su esposo.
En The Matrix Revolutions, Perséfone advierte al Merovingio que Trinity podría matarlos a todos en el Club Hell para liberar a Neo de la Estación del Tren donde está prisionero, solamente porque está enamorada. Esto sugiere que Perséfone es un programa que percibe y entiende el amor, en contraposición a su esposo, quien aparentemente solo se guía por la lujuria y la codicia.

## Enter the Matrix
En el videojuego Enter the Matrix, Perséfone se encuentra con los personajes Niobe o Ghost quienes deberán besarla (dependiendo de qué personaje sea el que está jugando en ese momento). Aparentemente puede deducir los sentimientos y emociones de aquellos a quienes besa, notando que Niobe aún está enamorada de Morfeo o bien el amor no correspondido entre Ghost y Trinity. Aparentemente disfruta enormemente probando las emociones de los demás.

## The Matrix Online
En la versión multijugador del juego The Matrix Online, Perséfone entrega la localización oculta del asesino de varios agentes operativos de Zion.